# Кубадин
Кубади́н (болг. Кубадин) — село в Бургаській області Болгарії. Входить до складу общини Средець.

## Населення
За даними перепису населення 2011 року у селі проживали 70 осіб.
Національний склад населення села:
| Національність   | Кількість осіб | Відсоток |
| ---------------- | -------------- | -------- |
| болгари          | 62             | 88,6%    |
| турки            | 0              | 0%       |
| цигани           | 0              | 0%       |
| інша             | 8              | 11,4%    |
| не визначились   | 0              | 0%       |
| Всього відповіли | 70             |          |

Розподіл населення за віком у 2011 році:
Динаміка населення: